# Maladera rudis
Maladera rudis är en skalbaggsart som beskrevs av Brenske 1899. Maladera rudis ingår i släktet Maladera och familjen Melolonthidae. Inga underarter finns listade i Catalogue of Life.